# Glaucidium siju
Glaucidium siju е вид птица от семейство Совови (Strigidae).

## Разпространение
Видът е разпространен в Куба.